# Sinh học đất
Sinh học đất là các hoạt động của vi sinh vật và hệ động vật và sinh thái học trong đất. Sự sống trong đất, sinh vật đất, động vật trong đất, hoặc edaphon là một thuật ngữ tập thể bao gồm tất cả các sinh vật sống một phần đáng kể trong vòng đời của chúng trong một cấu trúc đất hoặc ở giao diện đất. Những sinh vật này bao gồm giun đất, giun tròn, động vật nguyên sinh, nấm, vi khuẩn, các động vật chân đốt khác nhau, cũng như một số loài bò sát (như rắn), và các loài động vật có vú như chuột, cầy thảo nguyên. Sinh học đất đóng một vai trò quan trọng trong việc xác định nhiều đặc tính của đất. Sự phân hủy chất hữu cơ bằng các sinh vật đất có ảnh hưởng lớn đến độ màu mỡ của đất, sự phát triển của cây trồng, cấu trúc của đất, và chu trình cacbon. Là một ngành khoa học tương đối mới, vẫn còn nhiều điều chưa biết về sinh học đất và ảnh hưởng của nó đối với các hệ sinh thái đất.

## Tổng quan
Đất có tỷ lệ đa dạng sinh học cao trên thế giới. Mối liên hệ giữa các sinh vật đất và các chức năng của đất được quan sát thấy phức tạp vô cùng. Sự kết nối và phức tạp của "mạng lưới thức ăn" đất này có nghĩa là bất kỳ sự thẩm định nào về chức năng của đất phải nhất thiết phải tính đến các tương tác với các sinh vật sống trong đất. Chúng ta biết rằng các sinh vật đất phân hủy chất hữu cơ, làm cho chất dinh dưỡng có sẵn để hấp thu bởi thực vật và các sinh vật khác. Các chất dinh dưỡng chứa trong cơ thể các sinh vật đất ngăn ngừa sự mất đi chất dinh dưỡng bằng cách thẩm thấu. Dịch tiết của vi sinh vật để duy trì cấu trúc đất, và giun đất rất quan trọng trong sự biot hóa. Tuy nhiên, chúng ta không hiểu các khía cạnh quan trọng về cách thức những quần thể này hoạt động và tương tác. Sự khám phá ra glomalin năm 1995 cho thấy chúng ta thiếu kiến thức để trả lời đúng một số câu hỏi cơ bản nhất về chu trình sinh địa hóa học trong đất. Cần có nhiều nghiên cứu để hiểu rõ hơn về vai trò sinh thái của các thành phần sinh học đất trong sinh quyển.
Trong môi trường đất, thực vật phát triển trong một môi trường hoạt động và ổn định. Hàm lượng khoáng chất trong đất và cấu trúc của nó rất quan trọng đối với sự an toàn của chúng, nhưng nó là sự sống trên trái đất, tạo ra năng lượng cho chu kỳ và sinh sản. Nếu không có hoạt động của các sinh vật đất, vật liệu hữu cơ sẽ tích tụ và xả rác mặt đất, và sẽ không có thức ăn cho cây. Các sinh vật đất bao gồm:
- Megafauna: kích thước khoảng từ 20 mm trở lên, ví dụ: chuột chũi, thỏ và một số loài thuộc bộ gặm nhấm khác.
- Macrofauna: khoảng cách kích thước 2 đến 20 mm, ví dụ: oniscidea, giun đất, bọ cánh cứng, rết, sên lãi, ốc sên, kiến và opiliones.
- Mesofauna: khoảng kích thước 100 micromet đến 2 mm, ví dụ: gấu nước, mite và collembola.
- Microfauna và Microflora: phạm vi kích thước 1 đến 100 micromet, ví dụ: nấm men, vi khuẩn (thường là xạ khuẩn), nấm, động vật nguyên sinh, giun tròn, và luân trùng.

Trong số này, vi khuẩn và nấm đóng vai trò quan trọng trong việc duy trì một đất tốt. Chúng hoạt động như những chất phân huỷ các chất hữu cơ để tạo ra các mảnh vụn và các sản phẩm phân hủy khác. Ăn mùn bã, như giun đất, ăn phế thải và phân hủy nó. Saprotrophs, đại diện tốt bởi nấm và vi khuẩn, chiết suất các chất hòa tan hòa tan từ delitro. Kiến (macrofaunas) giúp phá vỡ theo cùng một cách nhưng chúng cũng cung cấp một phần chuyển động khi chúng di chuyển. Ngoài ra loài gặm nhấm, phân hủy gỗ giúp đất hấp thụ nhiều hơn.

## Phạm vi
Sinh học đất liên quan đến nghiên cứu trong các lĩnh vực sau:
- Mô hình hóa các quá trình sinh học và động lực dân số
- Sinh học, vật lý và hóa học đất: Sự xuất hiện của các tham số hoá lý và tính chất bề mặt của quá trình sinh học và hành vi dân số
- Quần thể sinh học và sinh thái phân tử: phát triển phương pháp luận và đóng góp cho nghiên cứu quần thể vi khuẩn và động thực vật; tính đa dạng và động lực dân số; biến đổi gen, ảnh hưởng của các yếu tố môi trường
- Sinh thái cộng đồng và các quá trình hoạt động: các tương tác giữa các sinh vật và các hợp chất khoáng hoặc hữu cơ; sự tham gia của các tương tác như vậy trong sự gây bệnh của đất; chuyển đổi khoáng sản và các hợp chất hữu cơ; cấu trúc đất

Các biện pháp kỷ luật bổ sung cần được sử dụng liên quan đến sinh học phân tử, di truyền học, sinh thái học, địa lý sinh học, sinh thái, chu trình đất, vật chất hữu cơ, động lực dinh dưỡng và sinh thái cảnh quan.

## Vi khuẩn
Vi khuẩn là các sinh vật đơn bào với số lượng sống từ 100 triệu đến 3 tỷ trong một gram. Chúng có khả năng tái tạo rất nhanh bằng cách phân chia đôi trong điều kiện thuận lợi. Trong điều kiện tối ưu, vi khuẩn có thể phát triển và phân chia cực nhanh, và quần thể vi khuẩn có thể tăng gấp đôi nhanh chóng trong 9,8 phút. Hầu hết các vi khuẩn đất sống gần rễ cây trồng và thường được gọi là rhizobacteria. Vi khuẩn sống trong bùn, bao gồm cả màng độ ẩm xung quanh các hạt đất, và một số loài có thể bơi bằng tiên mao. Phần lớn các vi khuẩn có ích ở đất cần oxy (và do đó được gọi là vi khuẩn hiếu khí), trong khi đó những vi khuẩn không cần không khí được gọi là vi khuẩn yếm khí và có xu hướng gây ra sự suy thoái chất hữu cơ. Các vi khuẩn hiếu khí hoạt động mạnh nhất trong đất ẩm ướt (nhưng không bão hoà vì điều này sẽ làm mất đi vi khuẩn hiếu khí trong không khí mà chúng cần) và pH đất trung tính và pH đất trung hoà, và nơi có rất nhiều thực phẩm (cacbohydrat và nguyên tố vi lượng từ chất hữu cơ) có sẵn. Các điều kiện không tốt sẽ không giết chết hoàn toàn vi khuẩn; Thay vào đó, vi khuẩn sẽ ngừng phát triển và đi vào giai đoạn ngủ đông, và những vi khuẩn có đột biến thích nghi có thể cạnh tranh tốt hơn trong điều kiện mới. Một số vi khuẩn Gram dương sản sinh ra bào tử để chờ đợi những trường hợp thuận lợi hơn, và các vi khuẩn Gram âm đi vào giai đoạn "không nuôi cấy được".
Theo quan điểm của người làm vườn hữu cơ, vai trò quan trọng của vi khuẩn là:

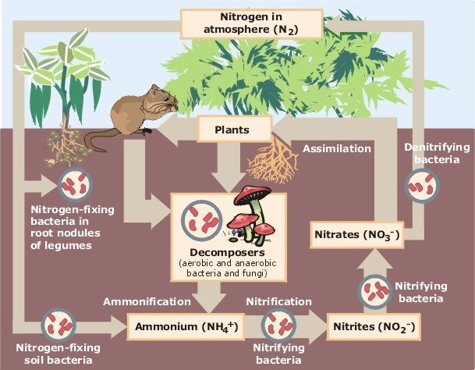
Chu trình nitơ (Turkish)

### Nitrat hóa
Nitrat hóa là một phần quan trọng của chu trình nitơ, trong đó một số vi khuẩn (mà tự sản xuất cung cấp cacbohydrat của mình mà không sử dụng quá trình quang hợp) có thể biến đổi nitơ dưới dạng amoni, được tạo ra bởi sự phân hủy protein, thành nitrat, có sẵn cho cây trồng, và một lần nữa chuyển đổi thành protein.

### Cố định đạm
Trong một phần khác của chu trình, quá trình cố định đạm liên tục đưa nitơ bổ sung vào lưu thông sinh học. Điều này được thực hiện bởi các vi khuẩn nitơ tự do sống trong đất hoặc nước như Azotobacter, hoặc những loài sống trong sự cộng sinh gần gũi với các cây họ đậu, chẳng hạn như rhizobia. Những vi khuẩn này hình thành các khuẩn lạc trong các nốt sần mà chúng tạo ra trên rễ đậu Hà Lan, đậu và các loài liên quan. Chúng có thể chuyển đổi nitơ từ khí quyển thành các chất hữu cơ chứa nitơ.

### Khử nitơ
Trong khi cố định nitơ từ khí quyển thành các hợp chất hữu cơ, một loạt các quá trình gọi là khử nitơ mang lại một lượng nitơ xấp xỉ với khí quyển. Các vi khuẩn khử phân huỷ có xu hướng là những vi khuẩn yếm khí, bao gồm Achromobacter và Pseudomonas. Quá trình tinh chế do các điều kiện không oxy chuyển nitrat và nitrit trong đất thành khí nitơ hoặc thành các hợp chất khí như dinitơ monoxit hoặc nitơ monoxit. Việc khử nitơ quá nhiều có thể dẫn đến tổn thất tổng thể của lượng nitơ trong đất và sự mất màu của đất. Tuy nhiên, nitơ cố định có thể lưu thông nhiều lần giữa các sinh vật và đất trước khi khử nitơ đưa nó vào khí quyển. Biểu đồ trên minh hoạ cho chu trình nitơ.

### Xạ khuẩn
Xạ khuẩn có vai trò rất quan trọng trong sự phân huỷ của chất hữu cơ và sự hình thành của mùn, và sự có mặt của chúng chịu trách nhiệm cho sự hình thành một môi trường đất giàu dinh dưỡng. Chúng đòi hỏi nhiều không khí và pH giữa 6,0 và 7,5, nhưng chịu được điều kiện khô hơn hầu hết các loại vi khuẩn và nấm khác.

## Nấm
Một gram đất vườn có thể chứa khoảng một triệu loại nấm, chẳng hạn như nấm men và nấm mốc. Nấm không có diệp lục, và không thể quang hợp. Chúng không thể sử dụng cacbon dioxide trong khí quyển như một nguồn cacbon, vì vậy chúng có tính dị dưỡng, có nghĩa là chúng giống như động vật, chúng đòi hỏi một nguồn năng lượng hóa học hơn là sử dụng ánh sáng làm nguồn năng lượng cũng như chất nền hữu cơ lấy carbon cho sự tăng trưởng và phát triển.

## Giun đất, kiến và mối
Giun đất, kiến và mối kết hợp đất lại với nhau, ảnh hưởng đáng kể đến sự hình thành của đất. Giun đất ăn các hạt đất và dư lượng hữu cơ, tăng cường sự sẵn có của chất dinh dưỡng thực vật trong vật chất đi qua và ra khỏi cơ thể của chúng. Bằng cách xay xát và khuấy trộn đất, và tăng tính ổn định của đất, các sinh vật này đảm bảo sự thâm nhập của nước sẵn sàng.